# Plumatellida
Ordre
Les Plumatellida sont un ordre de Bryozoaires de la classe des Phylactolaemata.

## Liste des familles
Selon Catalogue of Life (19 janvier 2025) :
- famille Cristatellidae Allman, 1856
- famille Fredericellidae Allman, 1856
- famille Lophopodidae Rogick, 1935
- famille Pectinatellidae Lacourt, 1968
- famille Plumatellidae Allman, 1856
- famille Stephanellidae Lacourt, 1968
- famille Tapajosellidae Wood & Okamura, 2017

## Galerie

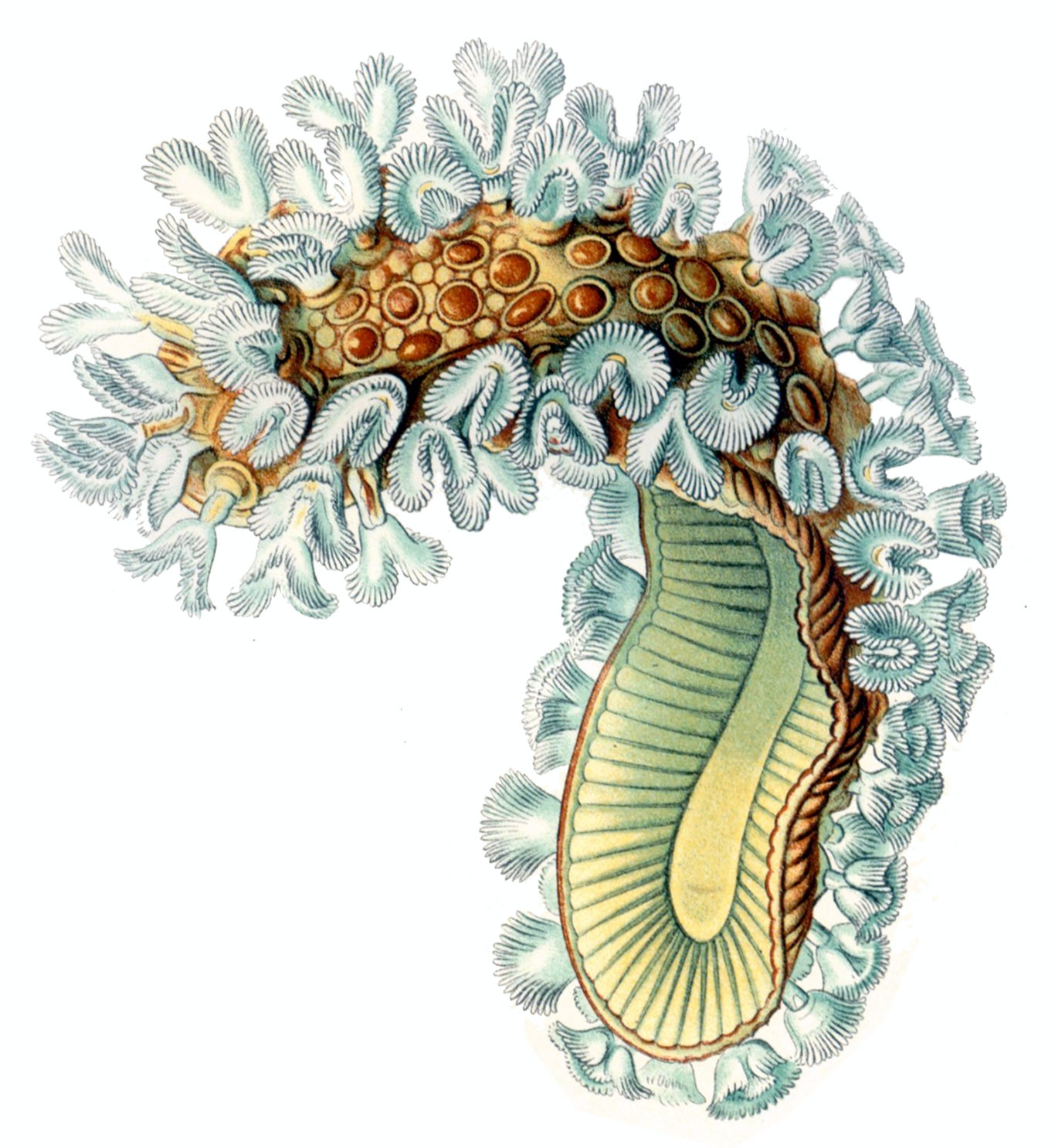
Cristatella mucedo (Cristatellidae).
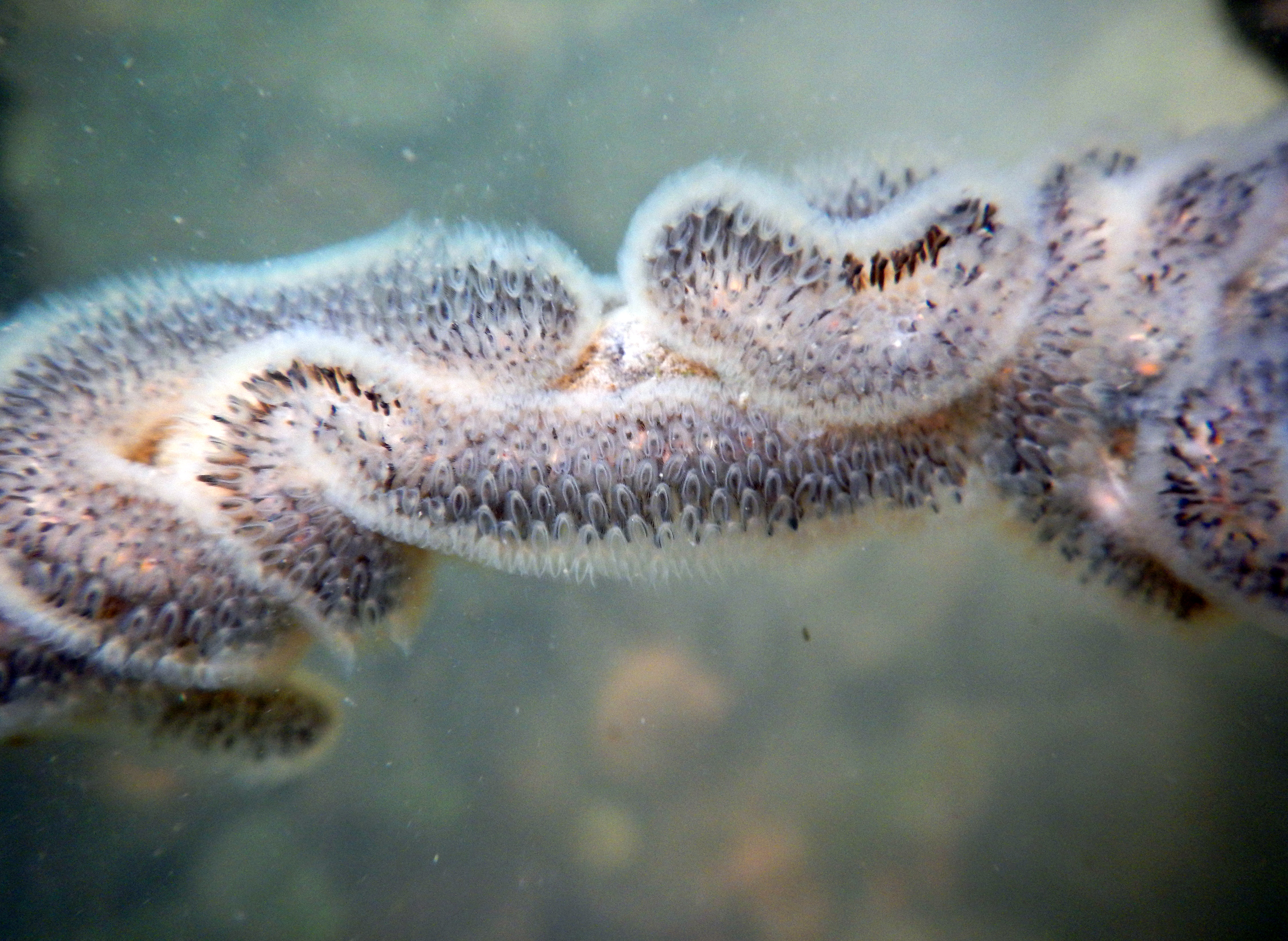
Cristatella mucedo.
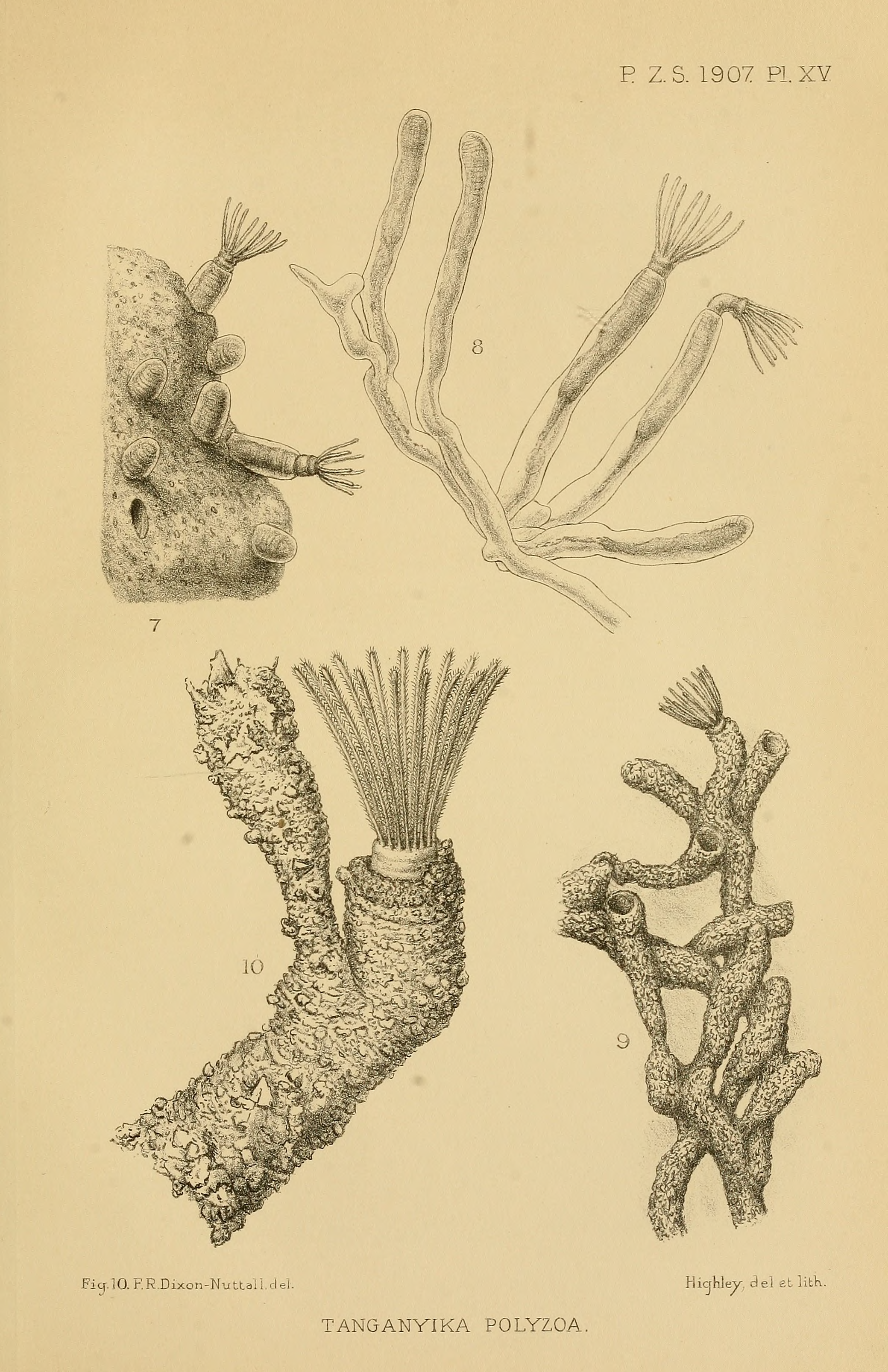
Fredericella sultana (Fredericellidae, en bas).
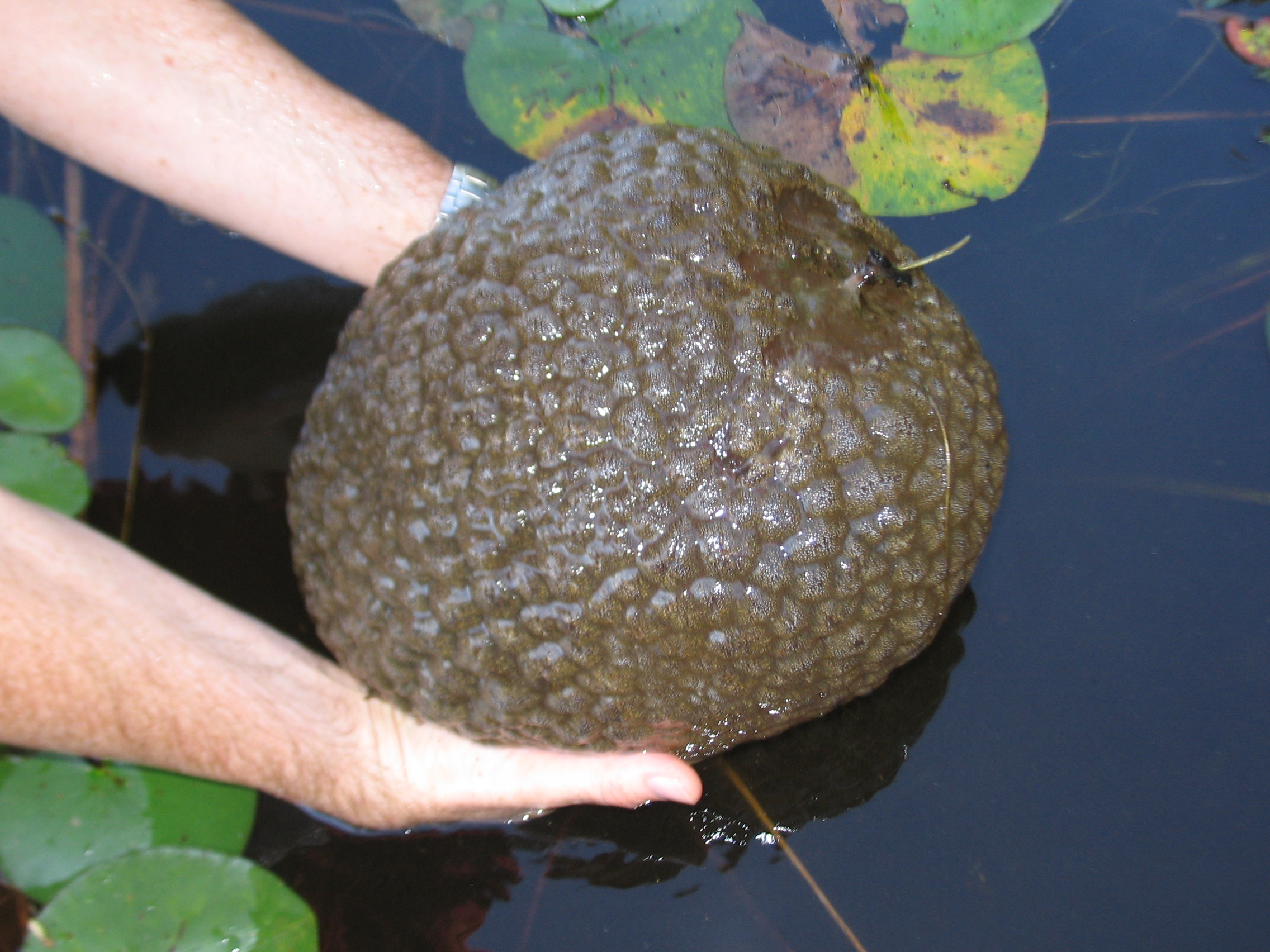
Pectinatella magnifica (Pectinatellidae).
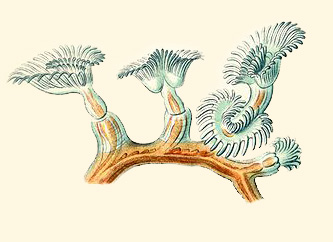
Plumatella repens (Plumatellidae).

## Publication originale
- (en) Robert William Pennak, « Fresh-water Invertebrates of the United States », Copeia, Société américaine des ichtyologistes et des herpétologistes, vol. 1953, no 4,‎ 27 novembre 1953, p. 245 (ISSN 0045-8511 et 1938-5110, OCLC 1565060, DOI 10.2307/1440380, JSTOR 1440380).